# Albine
 Albine  en francés y oficialmente (en occitano Albina) es una población y comuna francesa, en la región de Mediodía-Pirineos, departamento de Tarn, en el distrito de Castres y cantón de Saint-Amans-Soult.

## Demografía
| 607 | 619 | 586 | 593 | 566 | 547 |
| Para los censos de 1962 a 1999 la población legal corresponde a la población sin duplicidades (Fuente: INSEE [Consultar]) |     |     |     |     |     |